# Rohania
Rohania vulcanica es un género de insecto coleóptero de la familia Chrysomelidae.

## Especies
Las especies de este género son:
- Rohania aenea Laboissiere, 1940
- Rohania apicalis Laboissiere, 1921
- Rohania collarti (Laboissiere, 1940)
- Rohania femoralis Laboissiere, 1940
- Rohania flavipennis Laboissiere, 1939
- Rohania megalophthalma Laboissiere, 1921
- Rohania ruwemsorica (Weise, 1913)
- Rohania vulcanica (Weise, 1913)